# Paul Riege
Paul Riege, född 27 april 1888 i Lüdingworth, död 13 oktober 1980 i Buxtehude, var en tysk SS-Gruppenführer och generallöjtnant i Ordnungspolizei. Under andra världskriget var han befälhavare för Ordnungspolizei i det av Tyskland ockuperade Norge, Polen och Böhmen-Mähren. Riege författade en guidebok för poliser och flera populärvetenskapliga böcker om polishistoria.

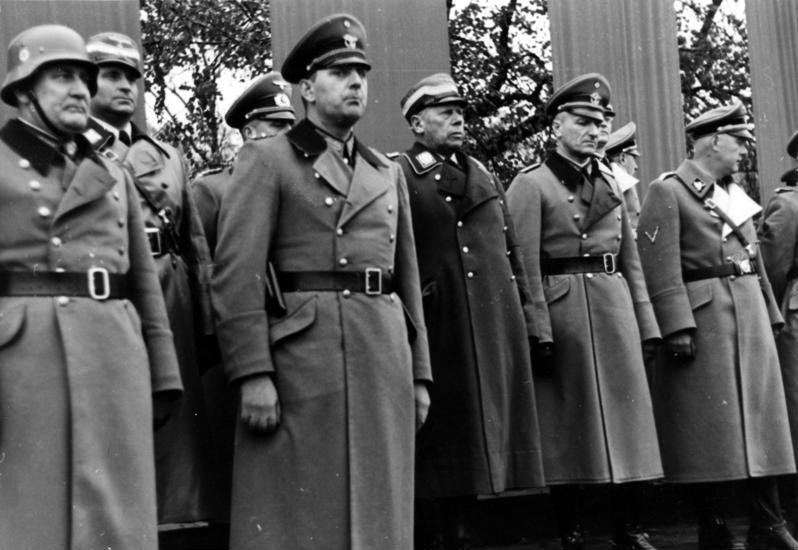
Polisparad i Kraków omkring år 1939/1940. Från vänster i främsta raden: Paul Riege, Kurt Daluege, Adolf Hühnlein, Herbert Becker och Odilo Globocnik.